# Martin Gächter

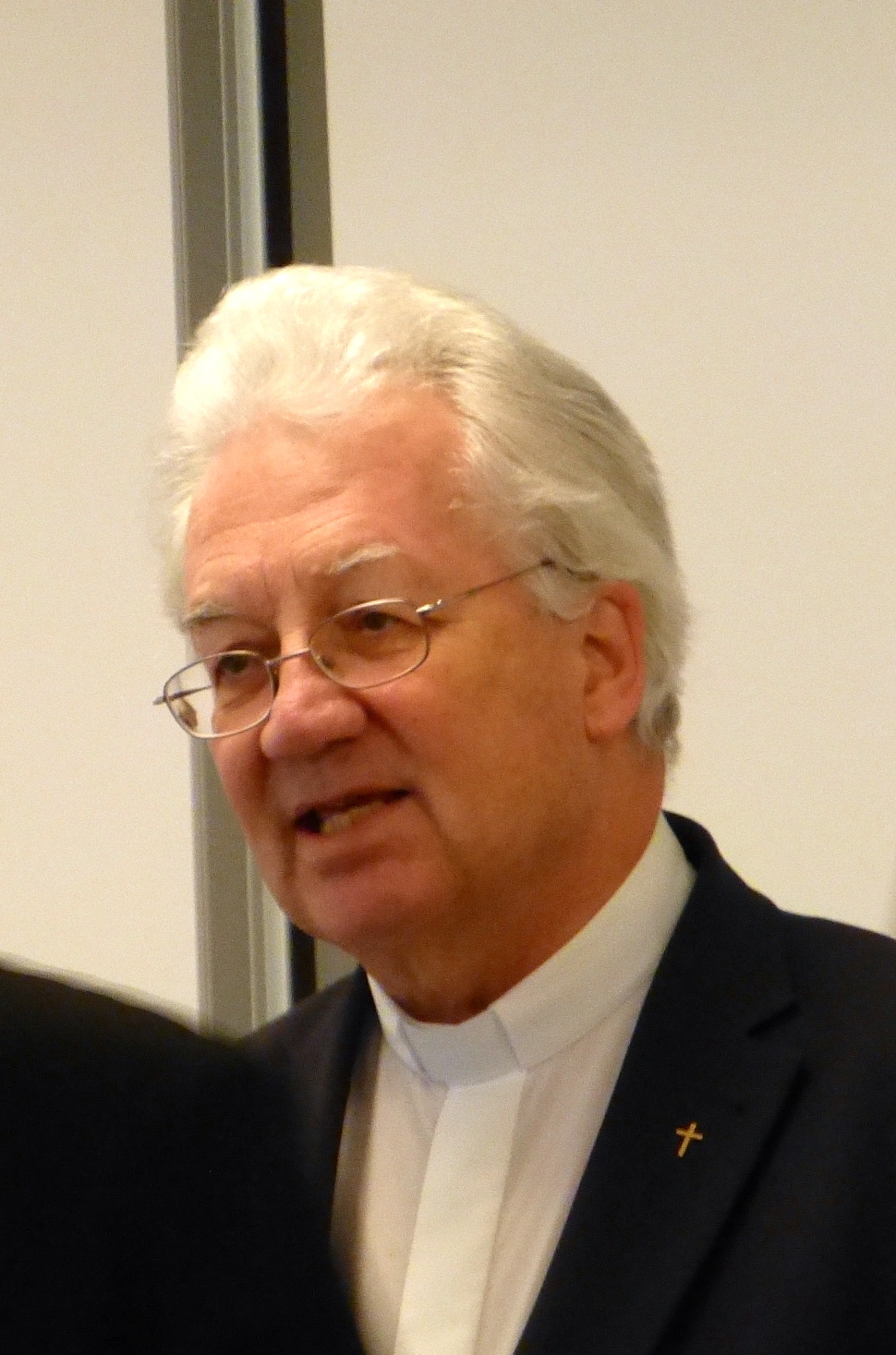
Martin Gächter (2012)

Wappen von Martin Gächter

Martin Gächter (* 11. November 1939 in Basel) ist ein Schweizer emeritierter Weihbischof im Bistum Basel.

## Leben
Martin Gächter machte 1959 seine Matura am Basler Humanistischen Gymnasium, dem ältesten Gymnasium in Basel und studierte von 1959 bis 1963 Philosophie und Katholische Theologie in Fribourg, München, Luzern, Paris und Solothurn. Am 28. Juni 1967 empfing er in Delsberg die Priesterweihe und war Vikar in Bern und Basel. Von 1977 bis 1987 war er Pfarrer der Basler Pfarre Heiliggeist.
Nach Wahl durch das Basler Domkapitel ernannte ihn Papst Johannes Paul II. am  3. Februar 1987 zum Titularbischof von Betagbarar und bestellte ihn zum Weihbischof im Bistum Basel. Er war residierender Domherr des Standes Solothurn. Die Bischofsweihe am 28. Mai 1987 spendete ihm in der Heiliggeistkirche in  Basel der Basler Bischof Otto Wüst; Mitkonsekratoren waren Anton Hänggi, Altbischof von Basel, und Joseph Candolfi, Weihbischof in Basel. Sein Wahlspruch ist Servare unitatem spiritus ("Bemüht euch, die Einheit des Geistes zu wahren").
In der Schweizer Bischofskonferenz war er Mitglied in den Dikasterium «Geistliche Gemeinschaften» und «Menschen unterwegs» sowie Mitglied der Kommissionen «Arbeitsgruppe Neue kirchliche Bewegungen und Lebensgemeinschaften», «Migration» und «Kommission für Tourismus». Im Bistum Basel war er verantwortlich für die 60 anderssprachigen Missionen.
Von 1987 bis 2000 war Martin Gächter Jugendbischof der Schweiz. Von 1998 bis 2010 war er Präsident der internationalen Ministrantenvereinigung CIM. Er war Teilnehmer der Weltjugendtreffen in Denver (1993), Manila (1995), Paris (1997), Rom (2000), Toronto (2002), Köln (2005), Sydney (2010), Madrid (2011) und Rio de Janeiro (2013).
Am 22. Dezember 2014 nahm Papst Franziskus seinen altersbedingten Rücktritt an.
Martin Gächter ist seit 2003 Prior der deutschschweizerischen Sektion des Ritterordens vom Heiligen Grab zu Jerusalem, dessen Mitglied er seit 1993 ist. Er ist seit Studententagen Mitglied der katholischen Studentenverbindungen AV Leonina und AV Waldstättia Luzern.